# Dorothy Kilgallen
Dorothy Kilgallen (ur. 3 lipca 1913, zm. 8 listopada 1965) – amerykańska dziennikarka.

## Wyróżnienia
Posiada swoją gwiazdę na Hollywoodzkiej Alei Gwiazd.